# Gwiazda Polski

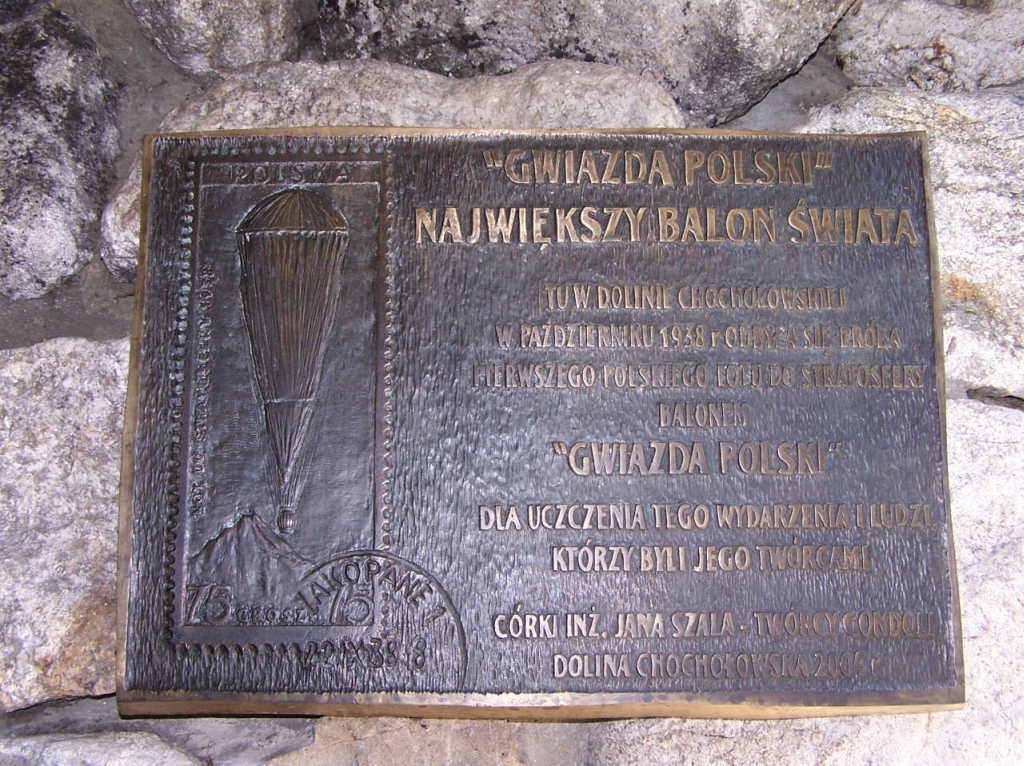
Gedenktafel an der Bergbaude im Chochołowska-Tal

Gwiazda Polski (deutsch Stern Polens) war der Name des weltweit größten vor dem Zweiten Weltkrieg gebauten Gasballons. Der Versuch, den bestehenden Höhenweltrekord aus dem Jahre 1935 zu überbieten, endete am 14. Oktober 1938 jedoch mit einem Fiasko. Der als Traggas verwendete Wasserstoff entzündete sich beim Befüllen des Ballons und beschädigte diesen schwer. Ein zweiter Versuch, der für den September 1939 vorgesehen war, fand wegen des deutschen Überfalls auf Polen nicht mehr statt.

## Vorgeschichte
Auguste Piccard hatte 1931 die Ära der Stratosphärenfahrten eröffnet. In einer an einem riesigen Ballon hängenden hermetisch abgedichteten Kugel erreichte er am 17. Mai mit Paul Kipfer die Höhe von 15.781 m. Damit überbot er den aus dem Jahre 1901 stammenden Weltrekord der Berliner Meteorologen Arthur Berson und Reinhard Süring, die im offenen Korb des Wasserstoffballons Preussen erstmals die 10.000-Meter-Marke bezwungen hatten. Seit dem 11. November 1935 lag der Höhenrekord mit 22.066 m bei den Amerikanern Albert William Stevens (1886–1949) und Orvil Arson Anderson (1895–1965), als der Warschauer Physiker Mieczysław Wolfke (1883–1947) 1937 eine polnische Stratosphärenfahrt vorschlug.
Der Ballonsport war in den 1930er Jahren in Polen sehr populär. Die wichtigste internationale Ballon-Wettfahrt, das Gordon-Bennett-Rennen, hatten die Piloten des polnischen Aeroklubs 1933 bis 1935 dreimal hintereinander gewonnen, auch dank der hervorragenden Ballons aus der Ballonfabrik Wytwórnia Balonów i Spadochronów in Legionowo bei Warschau. Die Idee einer eigenen polnischen Stratosphärenfahrt erfuhr deshalb schnell landesweite Unterstützung. Als Träger des Unternehmens trat die Liga für Luft- und Gasabwehr (Liga Obrony Powietrznej i Przeciwgazowej) auf. Polens Präsident Ignacy Mościcki übernahm die Schirmherrschaft.

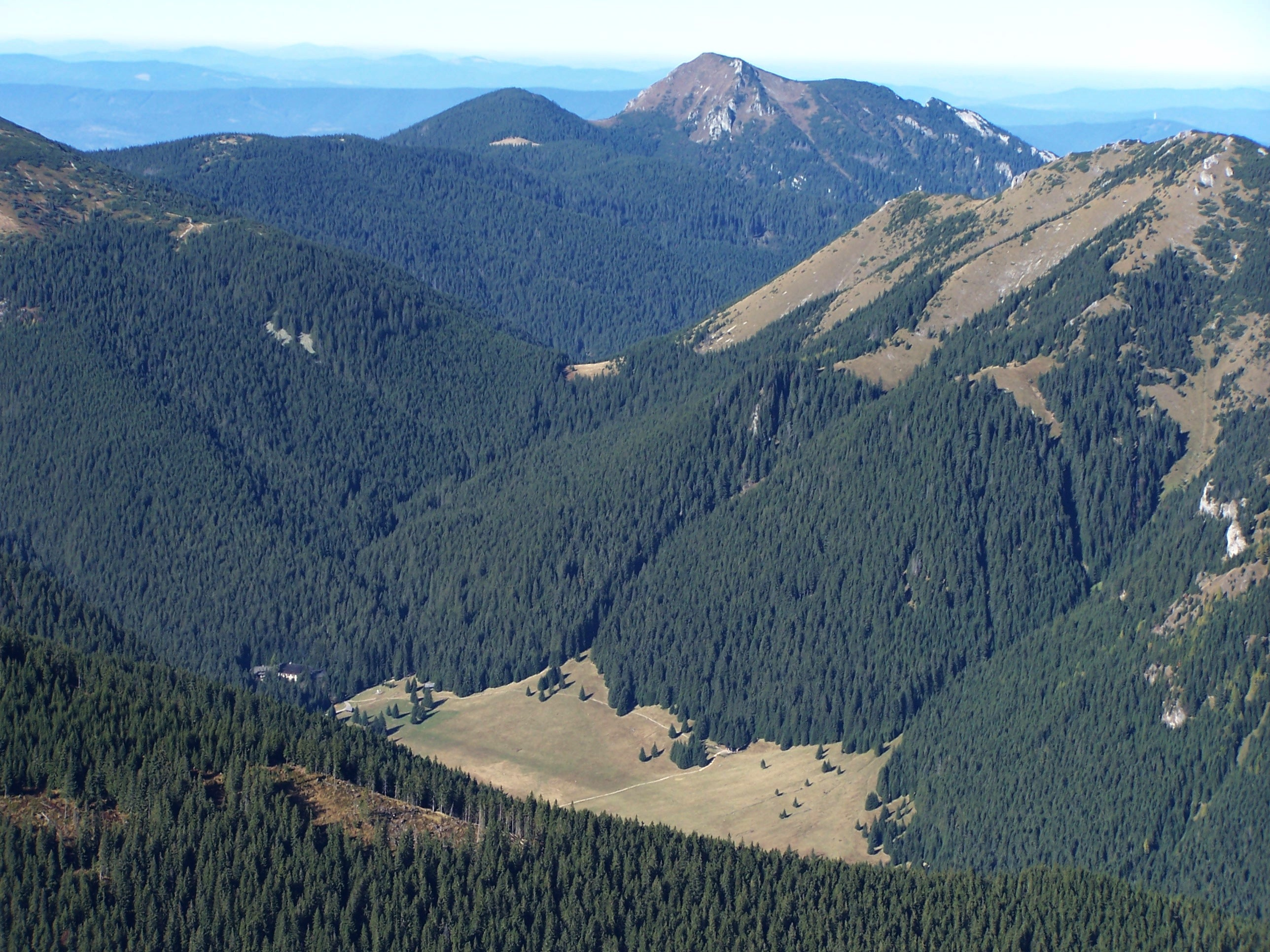
Bergwiese Polana Chochołowska, der Startplatz des Ballons

Ein Vorbereitungskomitee unter Leitung Professor Wolfkes stellte für die Fahrt ein wissenschaftliches Programm auf. Wie schon frühere Ballonhochfahrten sollte auch diese der Erforschung der kosmischen Strahlung dienen. Die Finanzierung erfolgte durch Spenden von Firmen und Privatpersonen. Zusätzlich gab die Poczta Polska einen Briefmarkenblock im Nennwert von 75 Groschen zum Preis von zwei Złoty in einer Auflage von 65.000 Stück aus. Die Fahrt sollte im September 1938 im Chochołowska-Tal bei Zakopane in der Westtatra beginnen. Als Pilot wurde Zbigniew Burzyński ausgewählt, Sieger beim Gordon-Bennett-Rennen 1933 und 1935. Der Physiker und Alpinist Konstanty Jodko-Narkiewicz  (1901–1963), ein Experte auf dem Gebiet der kosmischen Strahlung und Leiter der polnischen Anden-Expedition von 1934, sollte ihn begleiten.

## Der Ballon
Der Gwiazda Polski wurde 1938 unter Leitung von Stanisław Mazurek entworfen und im Ballonwerk Legionowo hergestellt. Seine Hülle war aus 12.300 m2 gummierter japanischer Seide gefertigt. Dank dieses ultraleichten Materials wog der Ballon ohne Seile nur 1270 kg. Er war mit einem Volumen von 124.700 m3 fast neunmal so groß wie Piccards FNRS und um ein Fünftel größer als der amerikanische Explorer II. Die Höhe des Gwiazda Polski sollte nach der Füllung 120 m betragen. Die von Jan Alfred Szal (1899–1942) entworfene und in den Warschauer Motolux-Werken hergestellte hermetische Gondel hatte die Gestalt einer Kugel von 2 m Durchmesser. Sie besaß zwei Luken und sechs Fenster.

## Der Rekordversuch

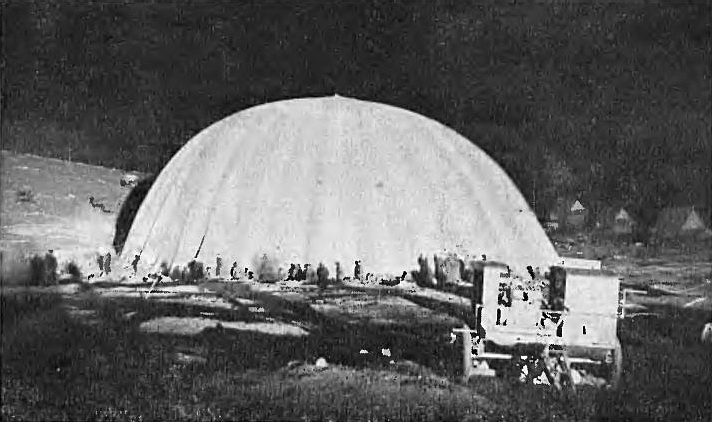
Befüllung des Ballons

Das Wetter war im September 1938 in der Tatra für einen Ballonaufstieg ungünstig, so dass der Start mehrmals verschoben werden musste. Schließlich wurde der 14. Oktober als Starttermin festgelegt. Zur Füllung des Ballons standen 1.200 Druckflaschen mit jeweils 6 m3 Wasserstoff bereit. Mehrere Tausend Zuschauer, darunter zahlreiche Zeitungsreporter, schauten von der Terrasse der Bergbaude auf der Polana Chochołowska den Startvorbereitungen zu, die bereits am Vorabend gegen 22 Uhr begonnen hatten. Gegen Mitternacht kam ein leichter Wind auf, der sich rasch verstärkte. Um 1 Uhr in der Nacht wurde die fast schon abgeschlossene Befüllung des Ballons unterbrochen. Als der Wind weiter auffrischte, wurde beschlossen, den Wasserstoff wieder abzulassen. Dabei muss durch das Ballonventil auch etwas Luft in die Hülle gelangt sein. Als der Ballon nur noch etwa 500 m3 Gas beinhaltete, kam es zur Explosion. Nach Augenzeugenberichten schoss eine 20 bis 30 Meter hohe Flamme empor und erlosch gleich darauf wieder. Wahrscheinlich hatte sich durch die Reibung verschiedener Teile der Ballonhülle aneinander ein Funke gebildet, der das Gas entzündet hatte. Das Feuer zerstörte einen Teil der Hülle. Personen kamen nicht zu Schaden.
Da die Druckkabine nicht beschädigt war, hoffte man, die Fahrt im nächsten Jahr ausführen zu können. Im August 1939 traf eine Lieferung des nicht brennbaren Traggases Helium aus den USA ein. Schon im September sollte der Ballon in der Nähe von Sławsko in den Skoler Beskiden aufsteigen. Der Beginn des Zweiten Weltkriegs verhinderte dies.